# Matt Vierling
Matthew Gregory Vierling (San Luis, Misuri, 16 de septiembre de 1996), más conocido como Matt Vierling, es un jugador profesional estadounidense de béisbol que se desempeña en la posición de jardinero central en Detroit Tigers, equipo de las Grandes Ligas de Béisbol (MLB).

## Carrera
Vierling hizo su debut en la MLB con el equipo Philadelphia Phillies, en el cual jugó dos temporadas (2021-2022), después pasó a Detroit Tigers, donde lleva jugando dos temporadas.